# Sudd
De Sudd (Arabisch سد, sadd, "barrière") is een moeras gevormd door de Nijl in Zuid-Soedan. Het oppervlak van het moeras varieert; in het regenseizoen is het meer dan 130.000 km² groot. Het gebied valt samen met de WWF-ecoregio van de overstroomde graslanden van de Sahara
In de Sudd stroomt de rivier door verschillende verweven kanalen in een patroon dat jaarlijks verandert. In de ondiepe stukken water groeit veel papyrus. Soms vormt de dichte vegetatie zich tot een klein eiland, maar dit valt over het algemeen snel weer uit elkaar.
Er zijn drie hoofdwaterwegen in het moeras: de Bahr al Zaraf ("Rivier van de Giraffen"), de Bahr-al-Ghazal ("Rivier van de Gazellen"), en de Bahr al Jabal ("Rivier van de Bergen"). Deze vormen de hoofdverbinding met de Witte Nijl. De eerste ontdekkingsreizigers die de bron van de Nijl probeerden te vinden, hadden vaak grote moeite door de Sudd te komen.
Vanwege het Suddmoeras bereikt het water van de zuidwestelijke stromen niet de hoofdrivier en gaat verloren door verdamping en transpiratie. Hydrogeologen stelden daarom begin 20e eeuw voor een kanaal te graven ten oosten van de Sudd, dat het water van de Bahr al Jabal boven de Sudd naar ander punt in de Witte Nijl zou leiden en zo het moeras zou ontlopen. Dit plan werd voor het eerst bestudeerd door de overheid van Soedan in 1946 en plannen werden gemaakt in 1954-59. Het werk aan het kanaal begon in 1978, maar de politieke onstabiliteit in Soedan legde het werk vele jaren stil. In 1984 bracht het SPLM het werk definitief tot een einde. 240 kilometer van het in totaal 360 kilometer lange kanaal was toen al gegraven.

## Natuur
Het gebied behoort tot een vrij zeldzaam bioom, dat van de overstromende graslanden. Het heeft veel papyrus (Cyperus) en Phragmites- en Typha-moerassen. Andere planten die volop aanwezig zijn, zijn wilde rijst Oryza longistaminata en grassen als Echinochloa pyramidalis. De regelmatig overstroomde delen worden omzoomd met bomen als Acacia seyal en Balanites aegypticaca. Er is een rijke fauna met antilopen als Kobus kob, Damaliscus lunatus tiang, Gazella thomsonii albontata en vogels als de schoenbekooievaar Balaeniceps rex. Ook de witte pelikaan komt hier om te overwinteren.

## Romeinse expeditie
De Sudd werd aangedaan door een Romeinse expeditie uitgestuurd door keizer Nero in 61 n.Chr. Volgens Seneca was het een wetenschappelijke zoektocht naar de bronnen van de Nijl (Quaestiones naturales 6.8.3), terwijl Plinius de Oudere het houdt op een militaire verkenning gericht tegen Nubië (Naturalis historia 6.184). In elk geval kregen de Romeinen medewerking van de koning van Koesj Amanikhabale en voeren ze doorheen de dichtbegroeide Sudd tot een grote waterval tussen twee rotsen, mogelijk de Murchison Falls. Via Meroë en Egypte keerde de expeditie terug naar Rome om verslag uit te brengen.